# Herminium tangianum
Herminium tangianum là một loài thực vật có hoa trong họ Lan. Loài này được (S.Y.Hu) K.Y.Lang mô tả khoa học đầu tiên năm 1987.